# 微紅樸麗魚
微紅樸麗魚，為輻鰭魚綱鱸形目隆頭魚亞目慈鯛科的其中一種，分布於非洲維多利亞湖流域，體長可達7.3公分，棲息在泥底質水域，生活習性不明。

## 擴展閱讀
維基物種上的相關：微紅樸麗魚